# Parc national des Poloniny
Le parc national des Poloniny (slovaque : Národný park Poloniny), situé dans les Carpates orientales, est un des neuf parcs nationaux slovaques. Il a été créé le 1er octobre 1997 avec une aire protégée de 298 km2 et une zone tampon de 109,73 km2. Certaines zones du parc sont incluses dans le site du patrimoine mondial de l'UNESCO des forêts primitives de hêtres des Carpates .
Le parc jouxte le parc national des Bieszczady et le parc ukrainien de l'Ouj avec qui il forme la réserve de biosphère des Carpates orientales.

## Géographie
Le parc national est situé dans la zone la plus orientale et la moins peuplée du pays. Les sentiers de randonnée partent de plusieurs villages, notamment Nová Sedlica mais aussi de Runina, Topoľa et Uličské Krivé.
Les forêts couvrent environ 80% de la superficie. Le parc est connu en particulier pour ses forêts primaires de hêtres. Le parc national a la plus forte concentration de forêts anciennes en Slovaquie, qui sont protégées par des réserves naturelles nationales. Les prairies, appelées poloniny dans les dialectes slovaques orientaux, situées sur la crête principale de la chaîne de montagnes Bukovské vrchy, sont courantes.

## Faune et flore
De nombreuses espèces trouvées dans le parc sont endémiques et rares. Au total, 800 champignons et 100 lichens sont originaires de Poloniny. Le parc national contient environ 5 981 espèces connues d’invertébrés (par exemple, 91 mollusques, 1 472 insectes, 819 papillons et 403 araignées) et 294 vertébrés. Parmi les vertébrés se trouvent 13 espèces d’amphibiens, 8 de reptiles, 198 d'oiseaux, 55 de mammifères, dont le lynx et l’ours brun.
Un petit troupeau de bisons d'Europe (Bison Bonasus) a été réintroduit dans la région en 2004.
Environ 1 000 espèces de plantes vasculaires ont été trouvées dans le parc. Beaucoup d’entre elles sont en voie de disparition et protégées.

## Tourisme
Le parc national est ouvert au public toute l’année avec des sentiers de randonnée d’hiver (ski de fond) et d’été. Outre plusieurs sentiers de montagne, il y en a aussi un reliant des églises en bois exceptionnelles du XVIIIe siècle à Topoľa, Uličské Krivé et Ruský Potok.

## Galerie

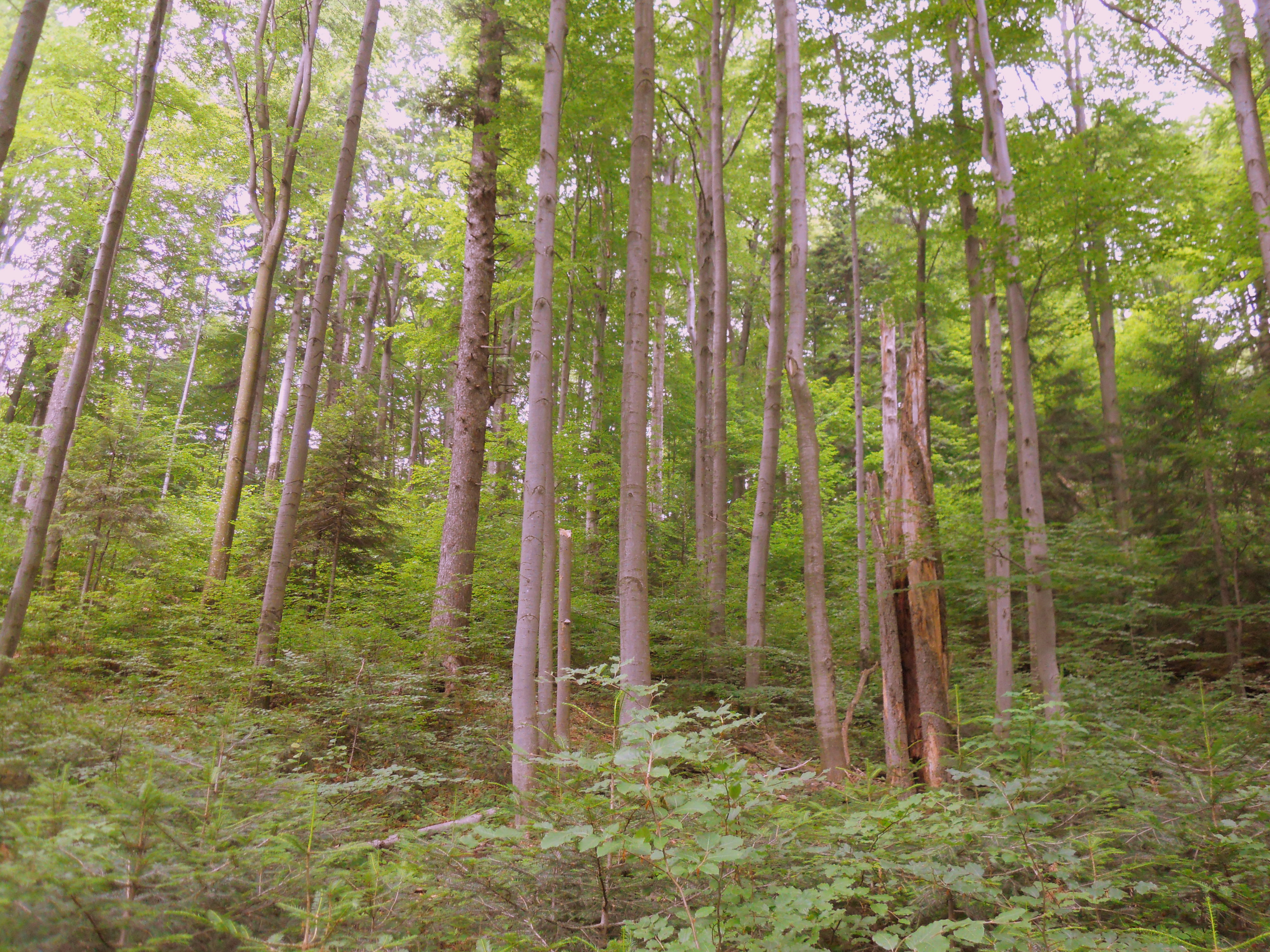
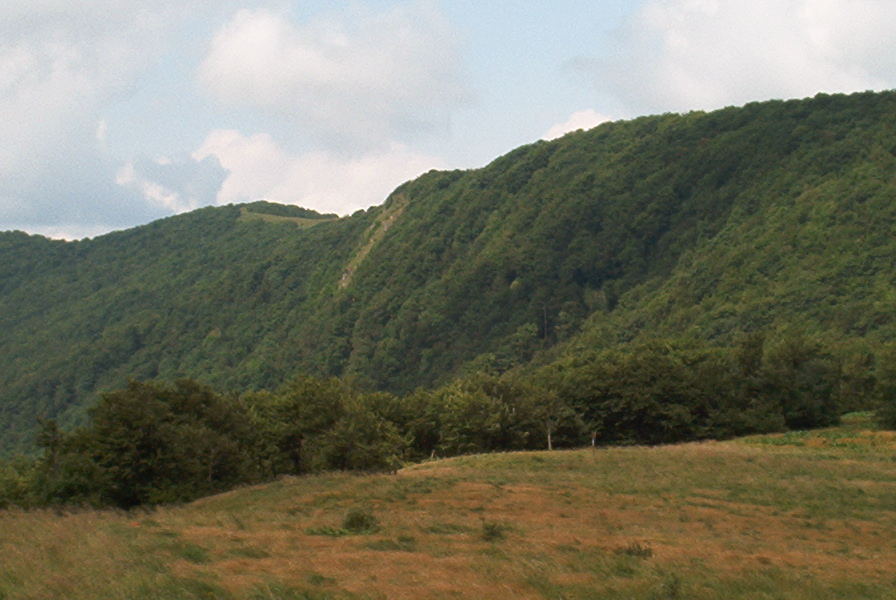
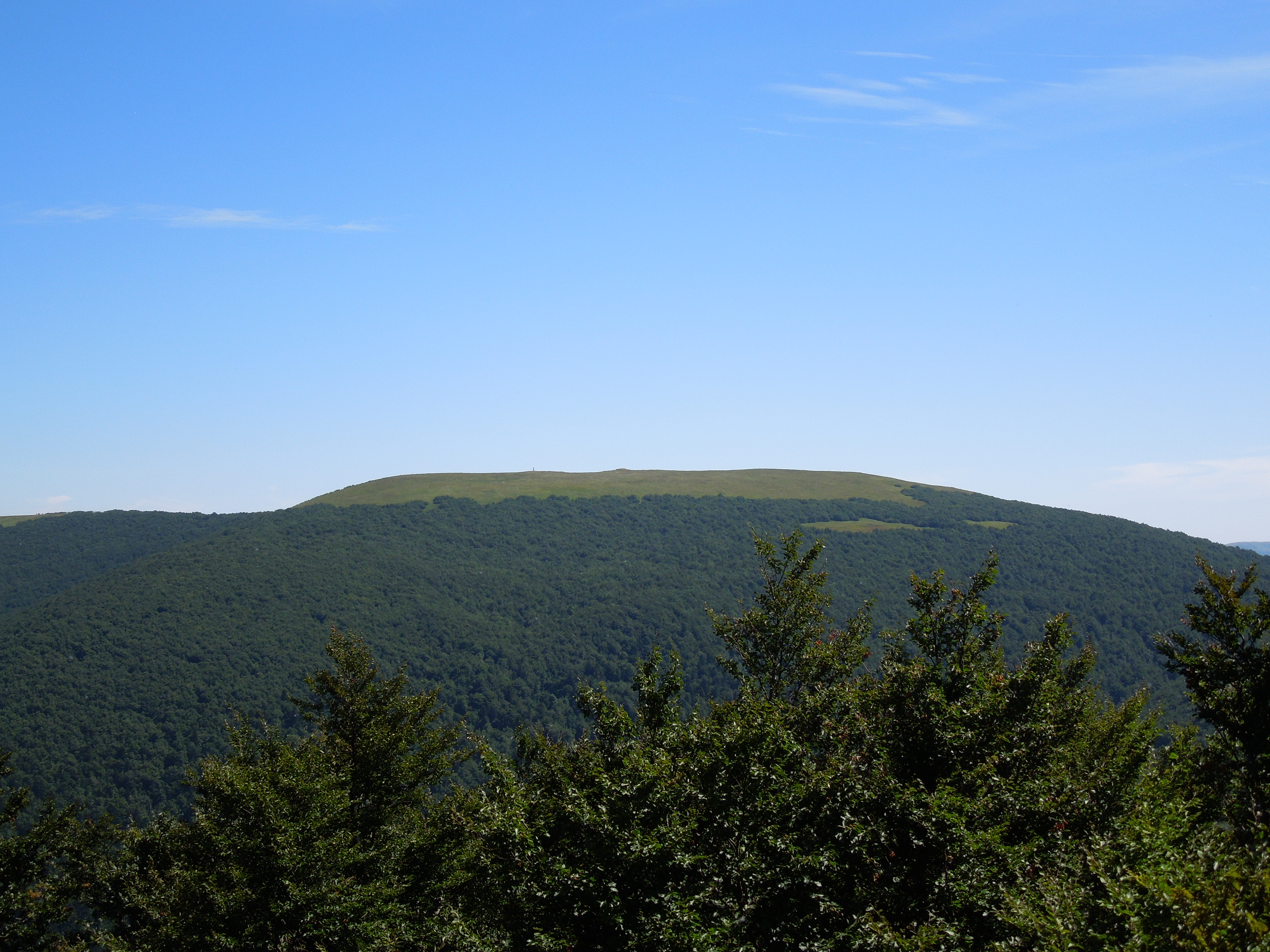
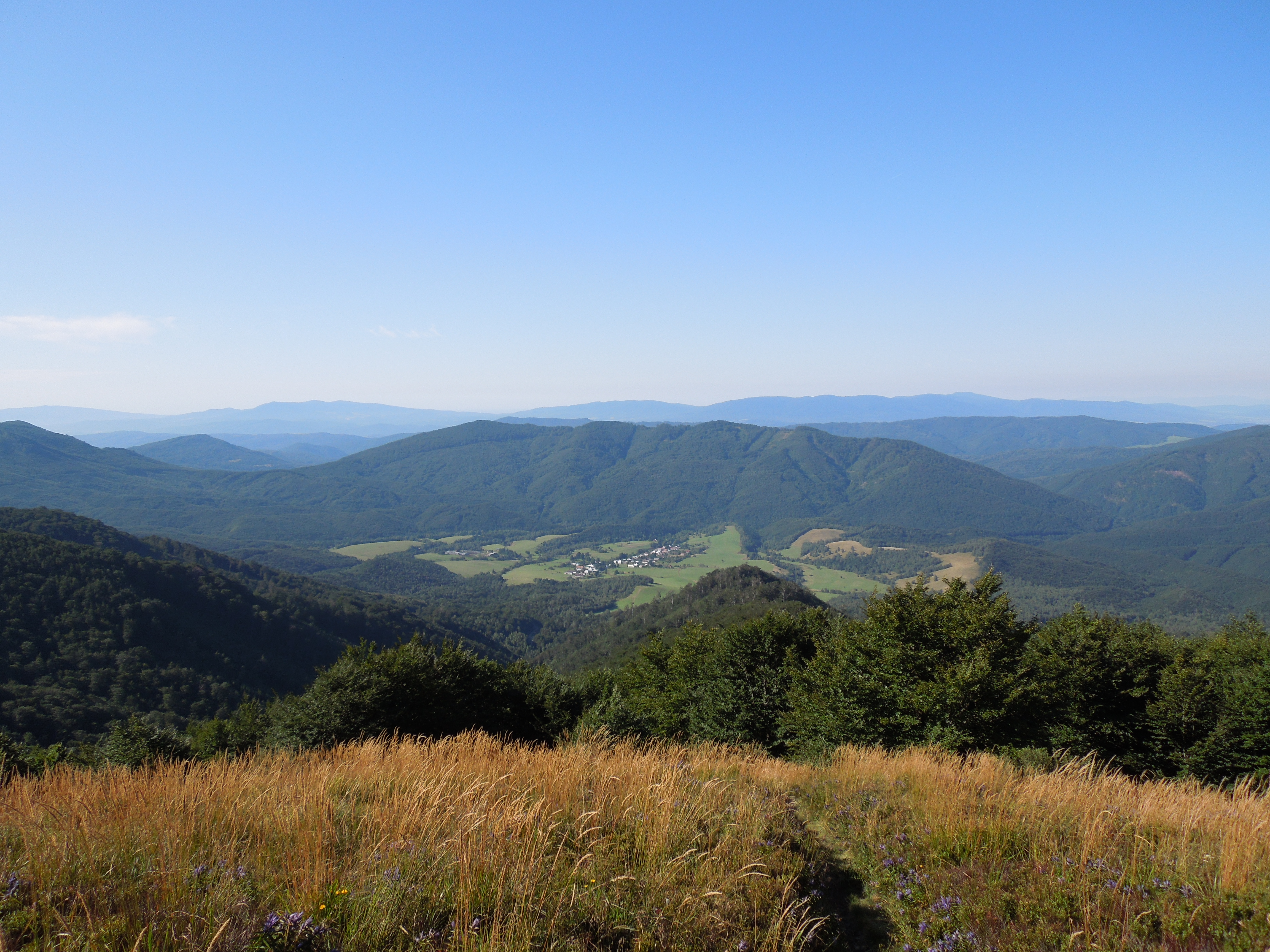
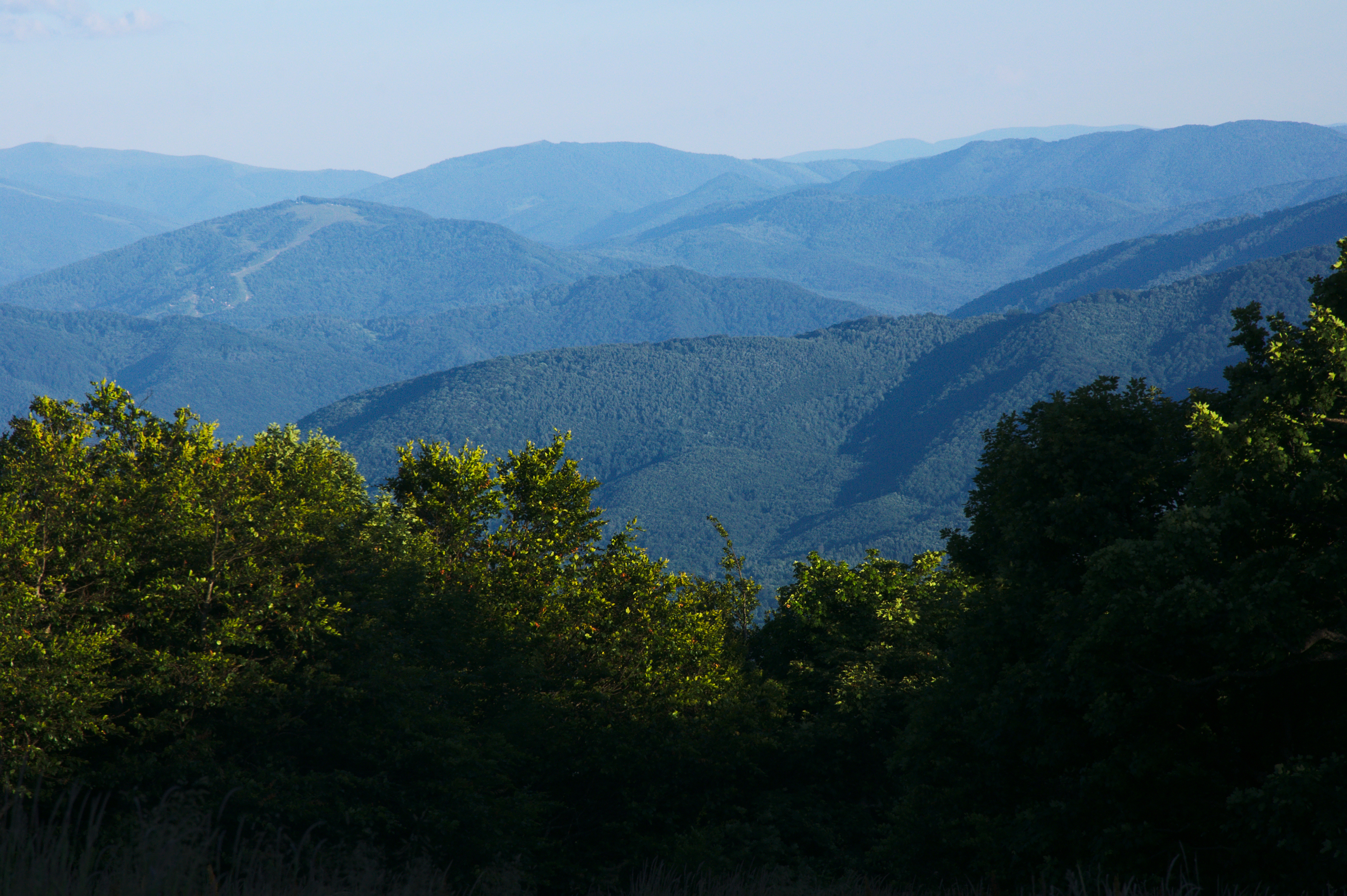